# Rathaus Stolberg (Harz)

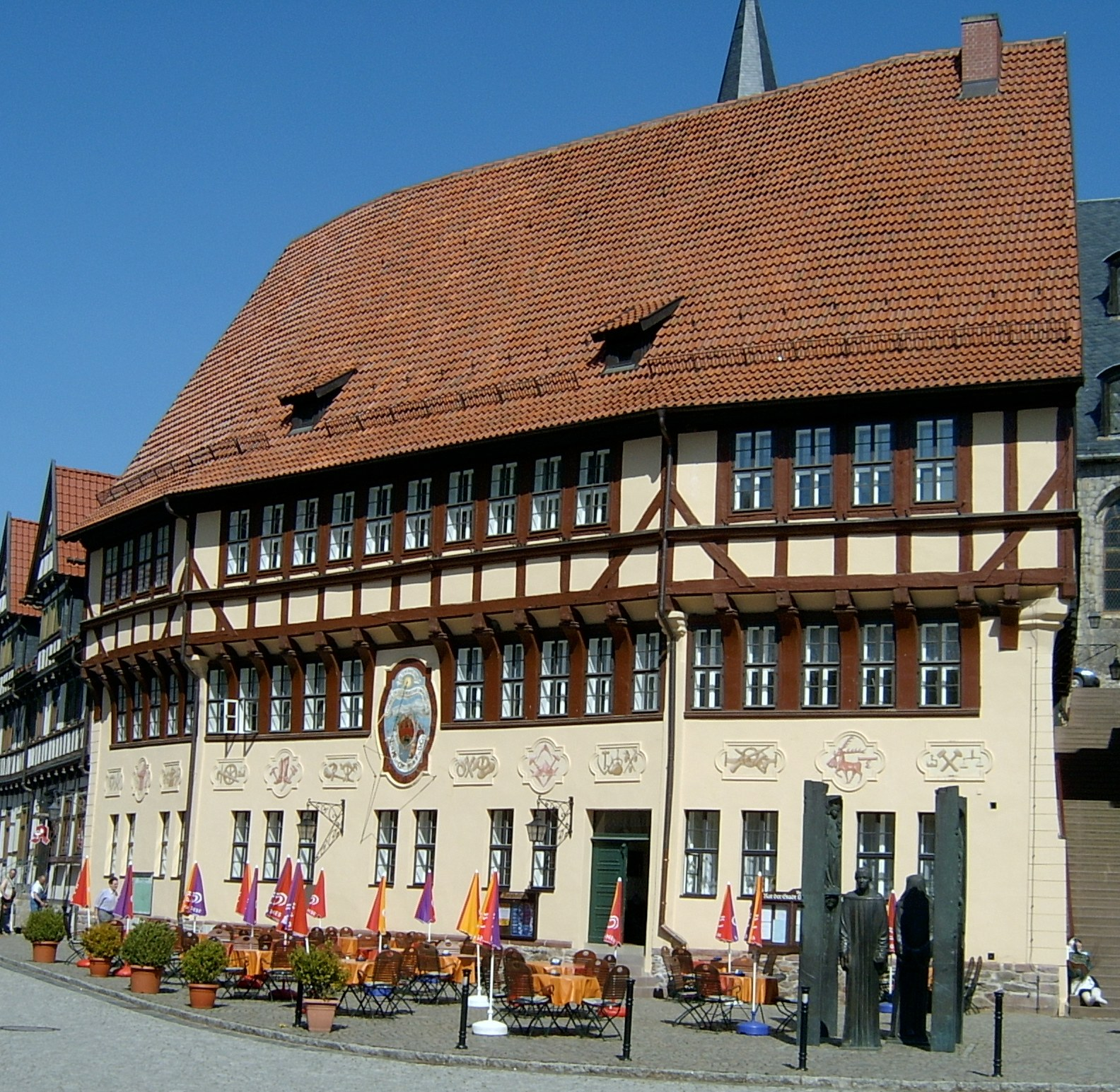

Das Rathaus von Stolberg ist ein Baudenkmal in der Gemeinde Südharz im Landkreis Mansfeld-Südharz in Sachsen-Anhalt.
Stolberg ist eine Kleinstadt im Harz, die aus einer Bergmannssiedlung entstanden sein soll. Sie erlangte vor dem Jahr 1300 das Stadtrecht. In den Jahren 1452 bis 1454 erhielt die Stadt das heutige Rathaus, welches in den Jahren 1480 bis 1482 um zwei Fachwerkgeschosse erhöht wurde. Umbauten in den Jahren 1600 (gotische Fenster durch Renaissancefenster ersetzt) und 1639 (Veränderungen im Innern) sowie Anfang des 19. Jahrhunderts (Erdgeschoss innen umgebaut) veränderten den äußeren Gesamteindruck wohl nur in geringem Maße. Im Jahr 1724 wurde eine Sonnenuhr mit dem Wappen Stolbergs sowie barocke Stuckrahmen mit Innungszeichen an der Fassade ergänzt. Diese Innungszeichen wurden im Jahr 1968 vereinfacht erneuert.
Das Rathaus steht unter Denkmalschutz und ist mit der Erfassungsnummer 094 30303 im Denkmalverzeichnis eingetragen.
Die Größe des Bauwerkes zeugt davon, dass die Stadt einst sehr viel mehr Einwohner hatte als heute. Markant ist der zweifache Knick in der Fassade, der sich an die Straße anpasst, sowie das steile, überkragende Satteldach. Die Obergeschosse sind nur von außen über eine Treppe zugänglich, die rechts an dem Gebäude vorbei zur Stadtkirche hinauf führt. So ersparte man sich beim Ausbau ein eigenes Treppenhaus. Als größte Besonderheit gilt die Anpassung der Architektur an den Kalender. Es soll 12 Türen (=Monate), 52 Fenster (=Wochen) und 365 Fensterscheiben besitzen. Diese Zahlen werden heute aber nicht mehr eingehalten. So sollen es mittlerweile 366 Fenster sein. Im Untergeschoss befindet sich der Ratskeller, in den Obergeschossen die Stadtverwaltung. Vor dem Gebäude steht seit dem Jahr 1989 ein Denkmal für den hier um 1489 geborenen Thomas Müntzer.